# Luftnachrichtenabteilung

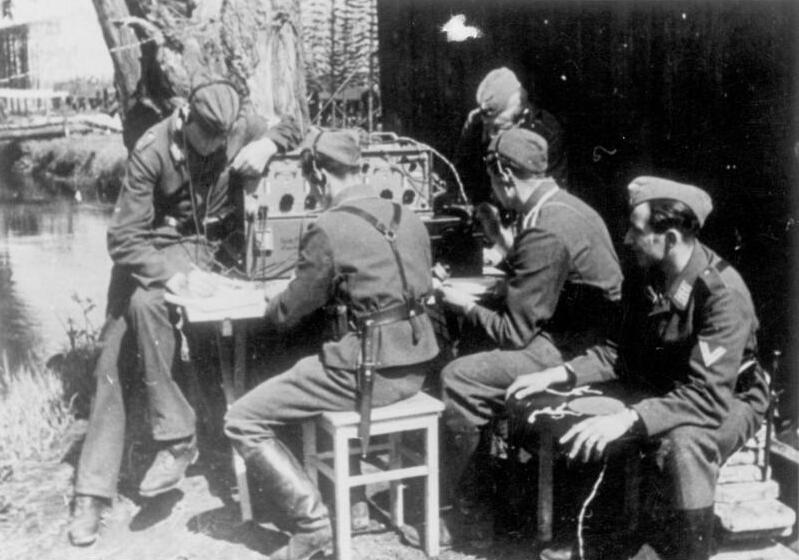
Bodenfunkstelle der Luftwaffe (1940)

Luftnachrichtenabteilung (geschrieben auch Luftnachrichten-Abteilung) war vor und während des Zweiten Weltkriegs die Bezeichnung für eine Abteilung der Luftnachrichtentruppe, also der Nachrichtentruppe der deutschen Luftwaffe. Übliche Abkürzungen waren Ln.Abt. oder OKL/Ln Abt. Die Luftnachrichtenabteilungen umfassten zwischen Bataillons- und Regimentsstärke und bestanden aus mehreren, unterschiedlich spezialisierten Kompanien.

## Unterstellung
Wie alle Einheiten der Luftwaffe der Wehrmacht, unterstanden auch die Luftnachrichtenabteilungen dem Oberkommando der Luftwaffe (OKL) beziehungsweise dessen Oberbefehlshaber (ObdL). Ihm direkt unterstellt war General Wolfgang Martini (1891–1963). Er hatte bereits vor dem Krieg das Luftnachrichtenverbindungswesen (LNVW) und die Luftnachrichtentruppe aufgebaut und war 1938 zum Generalmajor und Leiter des Nachrichtenwesens bei der Luftwaffe ernannt worden. Am 20. September 1941 wurde er zum General der Luftnachrichtentruppe befördert und verblieb bis zum Kriegsende in dieser Position, nachdem er 1944 zusätzlich zum Generalnachrichtenführer der Luftwaffe (GenNafü) ernannt worden war.

## Aufgaben
Zu den Aufgaben einer Luftnachrichtenabteilung gehörte die Erstellung und der Betrieb von Fernmeldeverbindungen über Funk oder Feldtelefon zwischen den Einheiten der Luftwaffe und zu Heeres- und Marine-Einheiten. Auch die Luftraumüberwachung mittels Funkmessverfahren (englisch Radar), und daraus folgend der Flugmelde- und Jägerleitdienst gegen feindliche Flugzeuge, sowie die Flugsicherung und die Funknavigation für eigene Flugzeuge. Zu den weiteren Aufgaben zählte die Funkerfassung mittels Funkabhörstationen sowie die anschließende Funkaufklärung, also die Kryptanalyse und nach Möglichkeit die Entzifferung des zumeist verschlüsselten feindlichen Funkverkehrs und schließlich die Funkabwehr und daraus resultierende Funkstör- und Täuschungsmaßnahmen.

## Beispiele
Zu Beginn des Krieges waren in der gesamten Luftnachrichtentruppe ungefähr 70.000 Soldaten im Dienst. Dieser Wert erhöhte sich bis 1941 auf 243.000 und bis 1944 auf 500.000. Es gab etwa hundert Luftnachrichtenabteilungen, etwa die Ln.Abt. 4, Ln.Abt. 6 und so weiter bis  zur Ln.Abt. 359. Darüber hinaus weitere, wie etwa die „Luftnachrichten-Abteilung Afrika“ oder die „Luftnachrichten-Abteilung des KG100“ (Kampfgeschwader 100). Von zentraler Bedeutung war die „Luftnachrichtenabteilung Oberbefehlshaber der Luftwaffe“ (Ln RLM/ObdL) in Potsdam-Eiche auf dem Gelände der damaligen General-Wever-Kaserne, benannt nach Walther Wever (1887–1936), dem bei einem Flugzeugabsturz tödlich verunglückten ehemaligen Amtschef im Reichsluftfahrtministerium (RLM).